# 粒鳞顶冰花
粒鳞顶冰花（学名：Gagea granulosa）为百合科顶冰花属下的一个种。

## 扩展阅读
- 維基物種上的相關：粒鳞顶冰花